# Jabarie Hinds
Jabarie Wayne Hinds, Jr. (El Bronx, Nueva York, 11 de marzo de 1992) es un baloncestista estadounidense que pertenece a la plantilla del GTK Gliwice de la PLK, la primera división del baloncesto polaco. Con 1,80 metros de estatura, juega en la posición de base.

## Trayectoria deportiva

### Universidad
Jugó durante dos temporadas con los Mountaineers de la Universidad de Virginia Occidental, en las que promedió 9,4 puntos, 2,1 rebotes, 2,5 asistencias y 1,1 robos de balón por partido. Tras una mala temporada, él y otros dos jugadores fueron transferidos, llegando a los UMass de la Universidad de Massachusetts Amherst, donde tras el año en blanco que impone la NCAA, jugó dos temporadas más, en las que acabó promediando 11,3 puntos y 2,6 asistencias por partido. En su último año fue elegido mejor sexto hombre de la Atlantic 10 Conference.

### Profesional
Tras no ser elegido en el Draft de la NBA de 2016, firmó su primer contrato profesional con el KB Prishtina de la Superliga de Kosovo, donde jugó una temporada en la que promedió 13,3 puntos y 3,7 asistencias por partido.
En junio de 2017 fichó por el Atomerőmű SE de la Nemzeti Bajnokság I/A, la primera división húngara. Jugó una temporada como titular, promediando 15,9 puntos y 4,2 asistencias por encuentro.
En septiembre de 2018 volvió a cambiar de liga, al fichar por el Miasto Szkła Krosno de la PLK, la primera división del baloncesto polaco.
Durante la temporada 2019-20, juega en las filas del MZT Skopje macedonio, pero a mitad de temporada firma por el Socar Petkim S.K. de la TBL, la segunda división del baloncesto turco.
En noviembre de 2020, regresa a Polonia para firmar con el HydroTruck Radom de la PLK, la primera división del baloncesto polaco, hasta el final de la temporada 2020-21.
En la temporada 2021-22, firma por el GTK Gliwice de la PLK, la primera división del baloncesto polaco.